# Hyundai Tucson
Le Tucson est un SUV familial du constructeur automobile sud-coréen Hyundai produit depuis 2004. La seconde génération prend le nom de Ix35 en Europe, avant de redevenir Tucson pour la 3e génération en 2015.

## Première génération (2004–2009)
La première génération du Tucson est lancée en 2004 et produite jusqu'en 2009. Elle partage la même plateforme technique que le Kia Sportage. Dans la gamme Hyundai, le Tucson est positionné juste en dessous du Santa Fe. La voiture est considérée comme un succès dans le monde entier en raison du compromis entre le confort, l'espace et le prix.

### Motorisations
Les moteurs du Tucson comprenaient un 2.0 L4 avec une transmission manuelle à 5 rapports et un 2.7 V6 avec boîte de vitesses automatique. Pour les marchés européens, la voiture est également équipée d'un moteur diesel 2.0 qui développe 113 ch et d'un moteur diesel qui développe 140 ch.

## Seconde génération (2010–2015)

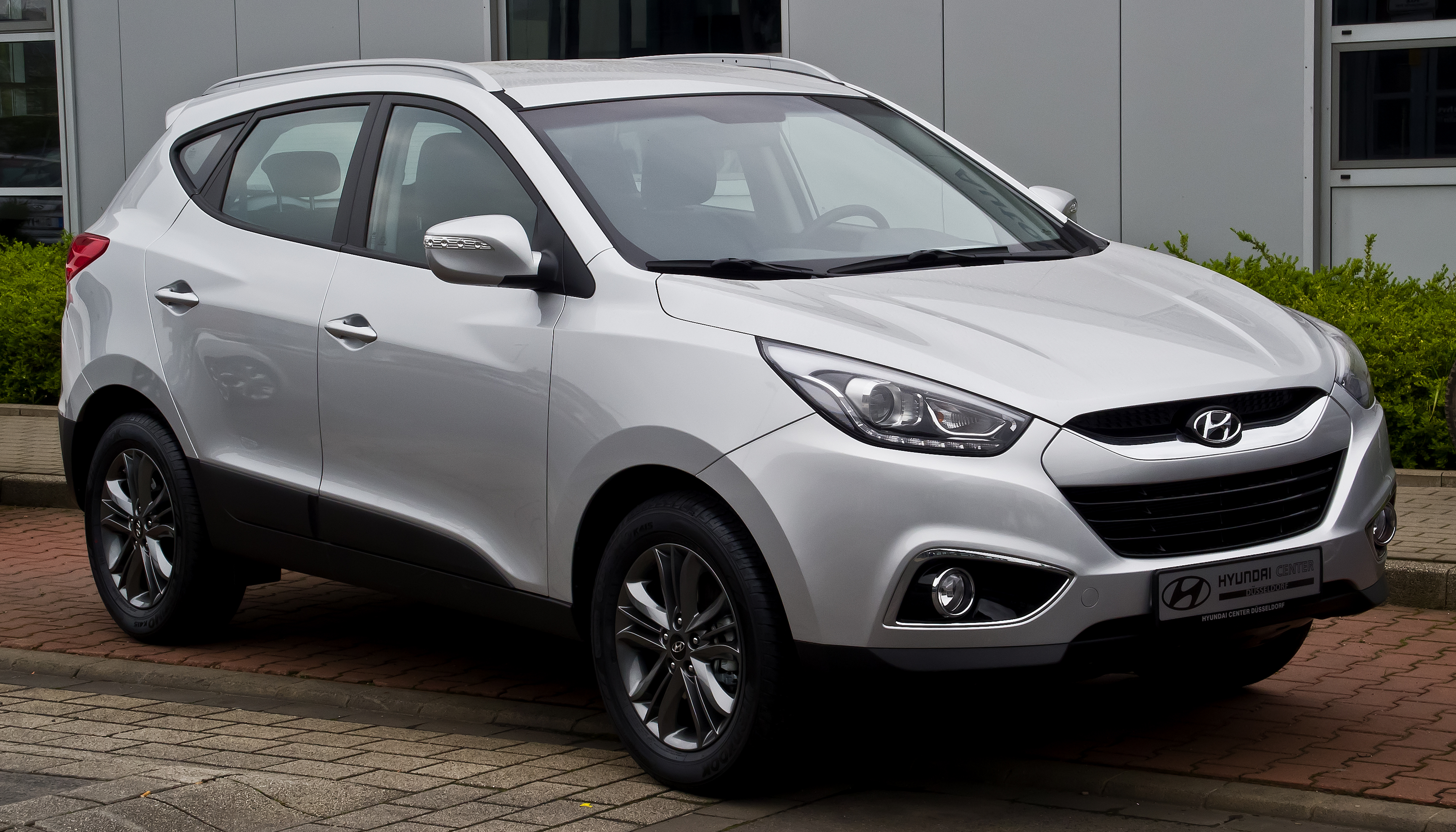
Hyundai ix35.

La seconde génération du Tucson est lancée en mars 2010 mais change de patronyme passant de Tucson à ix35 pour le marché européen. Elle est restylée en 2014.

## Troisième génération (2015-2021)
Le Hyundai Tucson III est sorti en 2015 après 11 ans de carrière, et revient sur le marché 5 ans après sa disparition,. Il remplace le Hyundai ix35 et se vend sur tous les marchés sous le même nom. Il est dessiné par Peter Schreyer, responsable du design de Hyundai.

### Présentation
Le Tucson III est dévoilé au salon de Genève 2015 en mars, puis commercialisé en septembre.
En 2018, le Tucson III passe par la case restylage. Il est présenté au salon de l'automobile de New York. Une nouvelle calandre fait son apparition. Les feux avant adoptent maintenant la technologie Full LED et les feux arrière évoluent en douceur. À l'intérieur, un nouvel écran trône désormais implanté comme une tablette. Il possède une diagonale de 8 pouces. De nouvelles aides à la conduite sont présentes comme le freinage d'urgence ou l'aide au maintien dans la voie mais également le régulateur adaptatif.

Hyundai Tucson III (2015-2021)
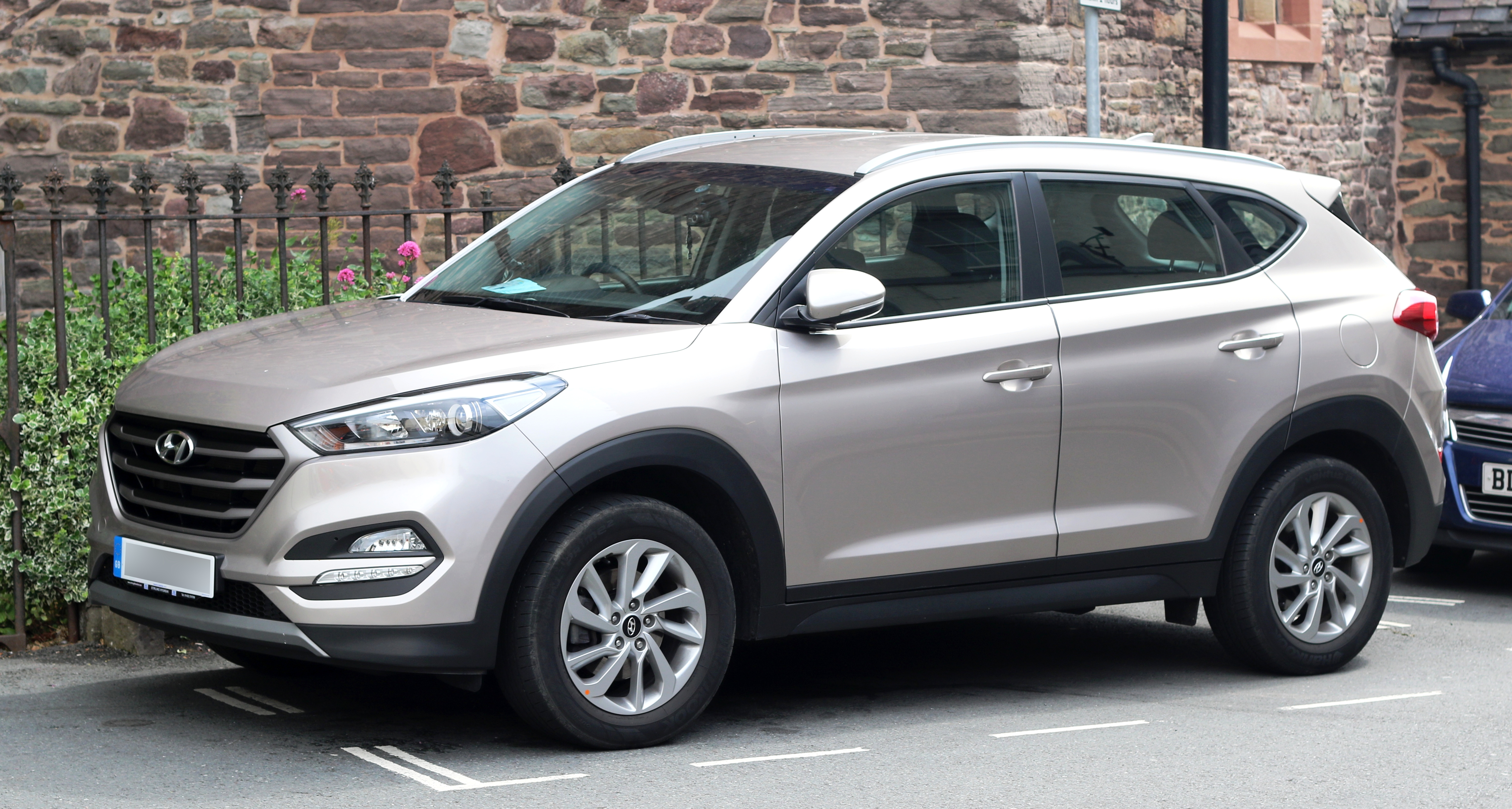
Phase 1 (2015-2018)
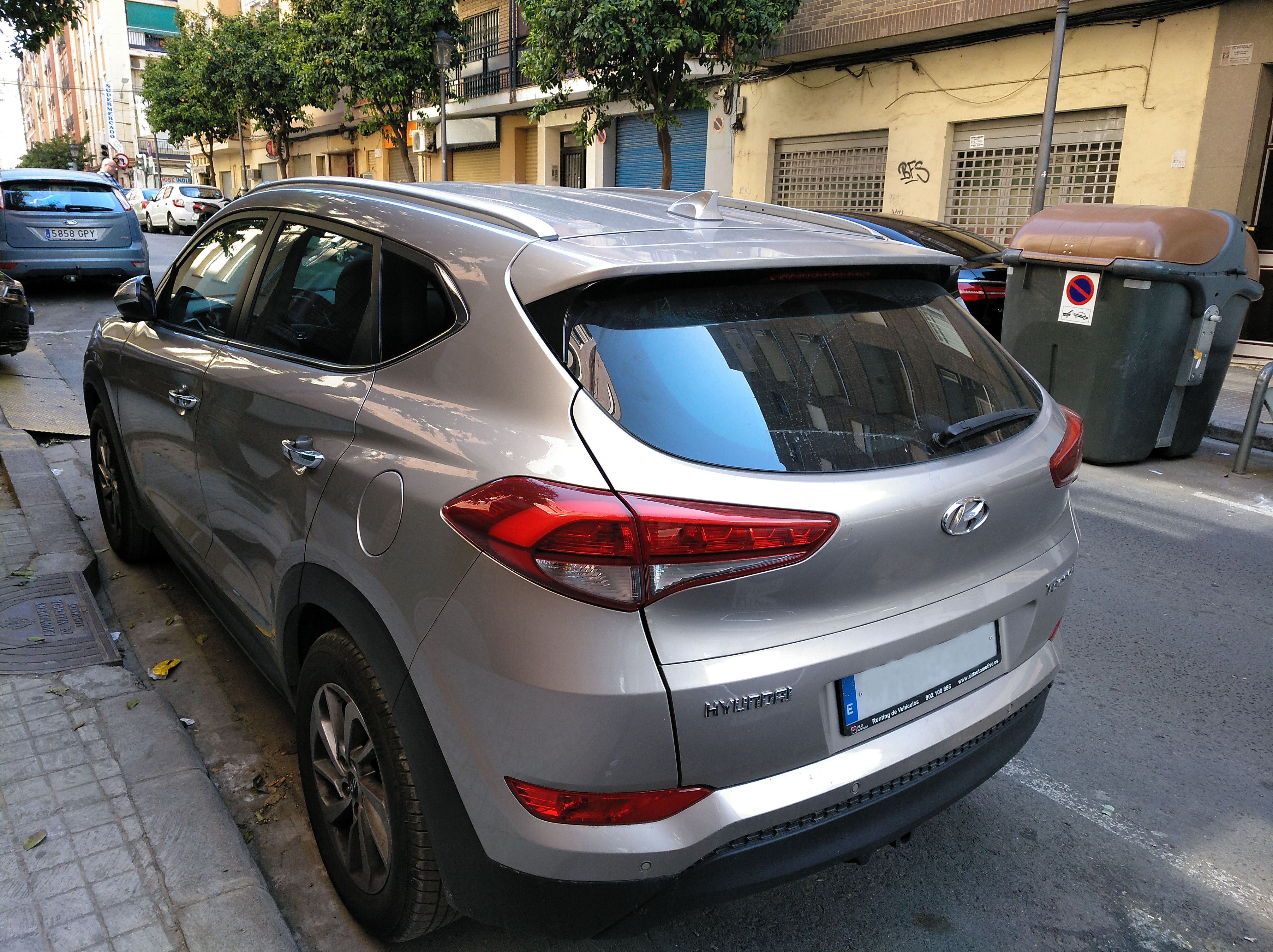
Phase 1 (2015-2018)
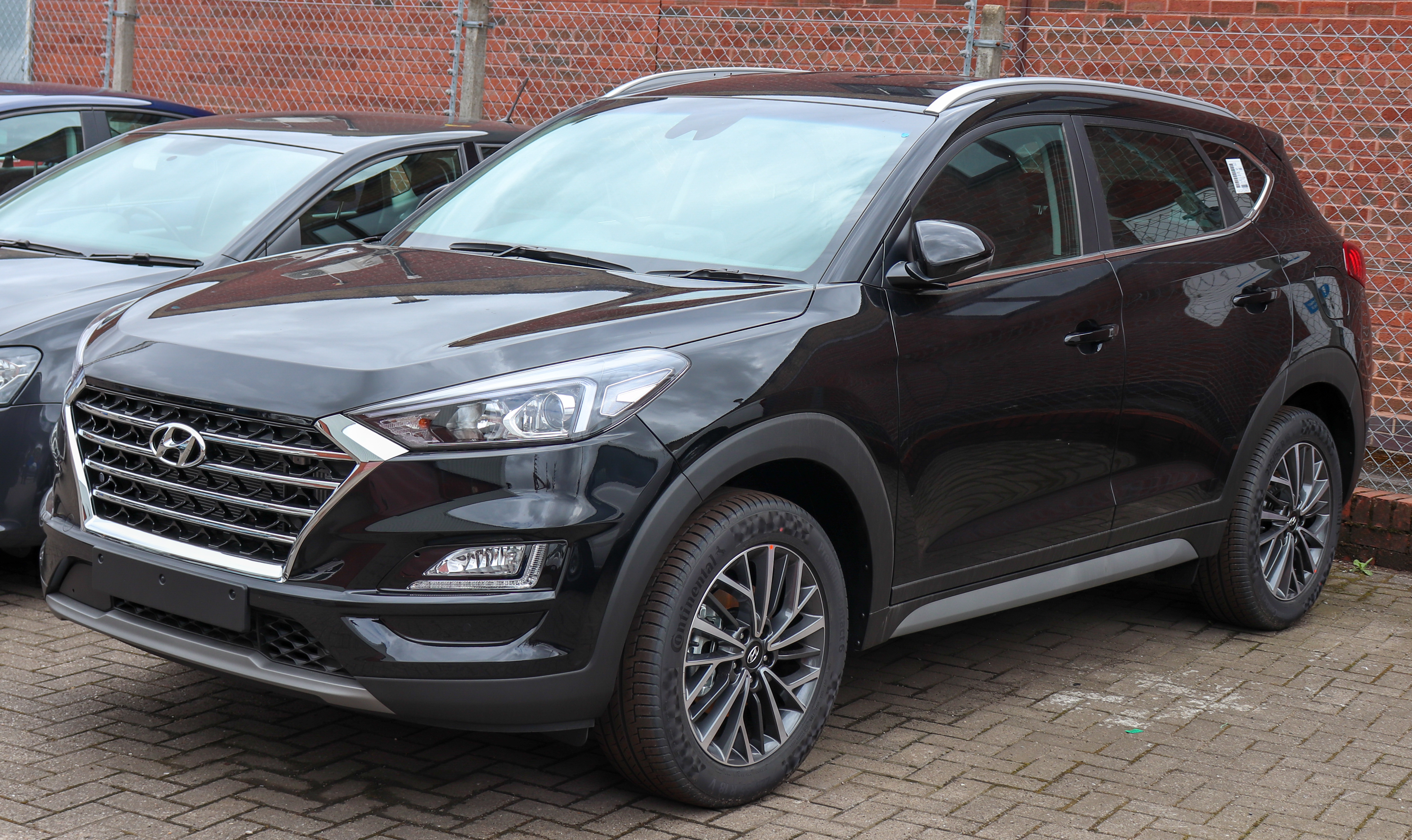
Phase 2 (2018-2021)
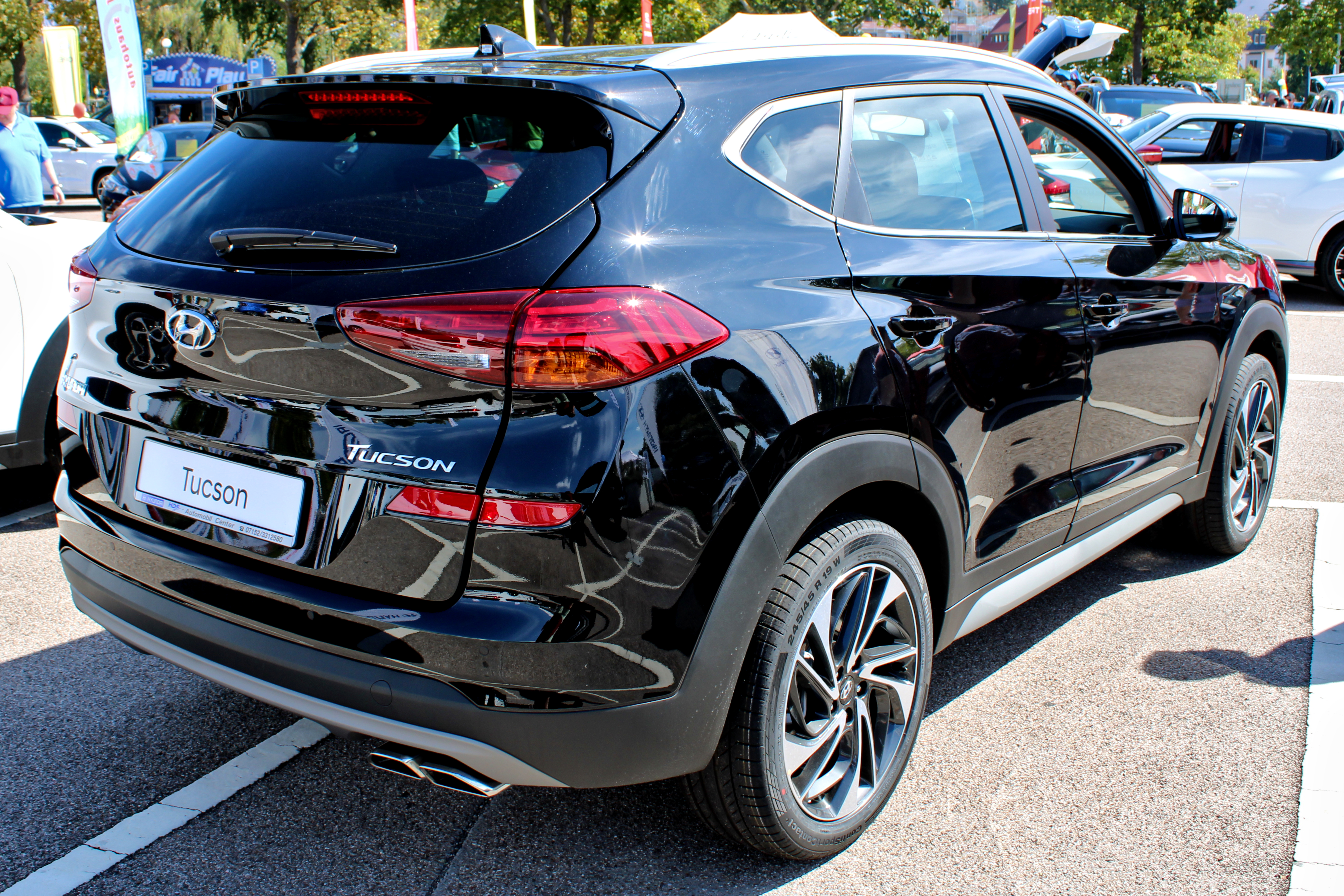
Phase 2 (2018-2021)
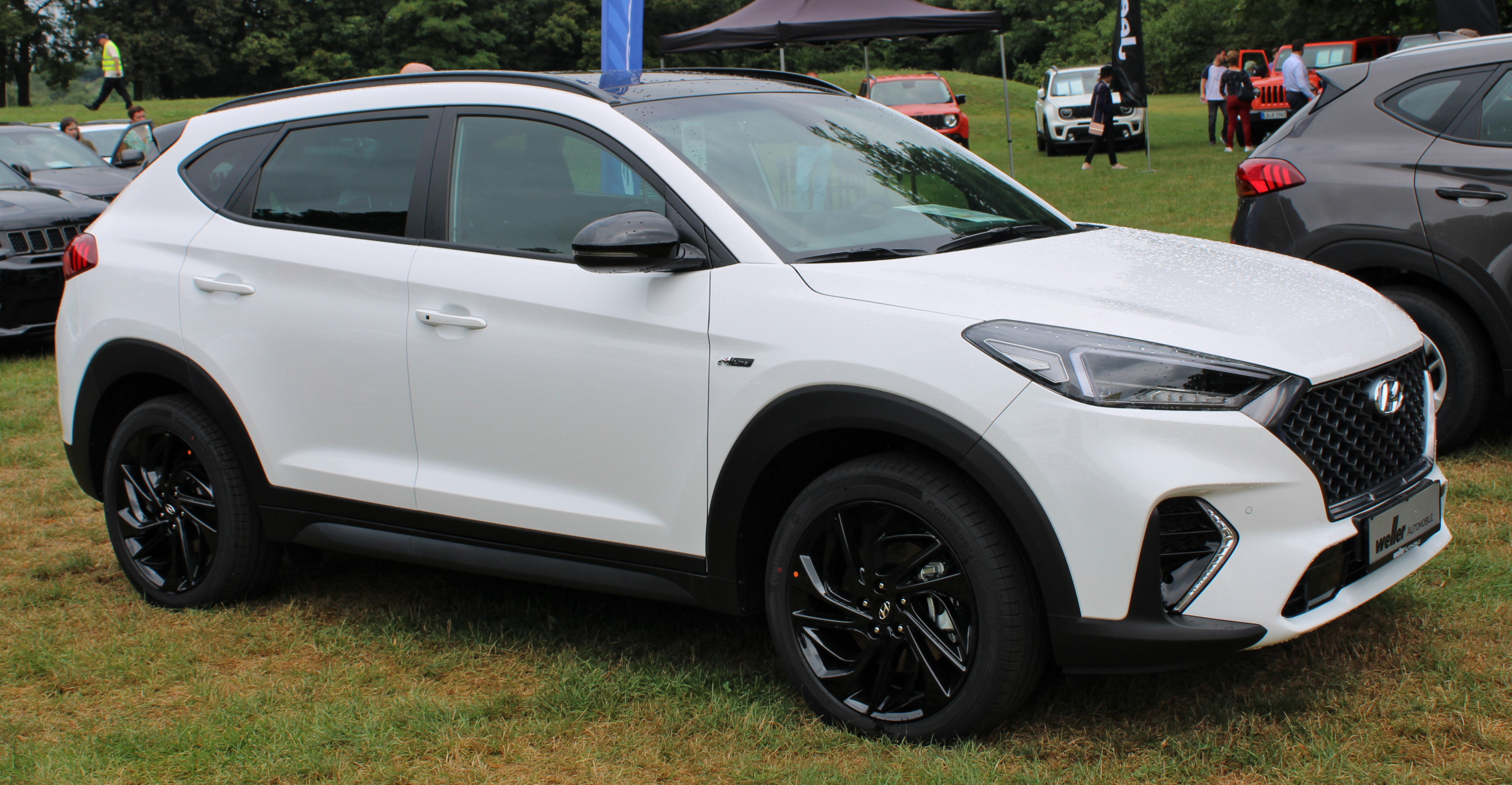
Phase 2 (2018-2021) en version N Line

### Motorisations
(données constructeurs février 2018)
|                                                   | 1.6 GDi 132                | 1.6 T-GDi 177                     | 1.7 CRDi 115                           | 1.7 CRDi 141                           | 2.0 CRDi 136                           | 2.0 CRDi 136                           | 2.0 CRDi 184                           | 1.6 CRDi 136                           | 1.6 CRDi 115 hybrid 48v                | 1.6 CRDi 136 hybrid 48v                | 2.0 CRDI 185 hybrid 48v                |
| ------------------------------------------------- | -------------------------- | --------------------------------- | -------------------------------------- | -------------------------------------- | -------------------------------------- | -------------------------------------- | -------------------------------------- | -------------------------------------- | -------------------------------------- | -------------------------------------- | -------------------------------------- |
| Type Moteur                                       | 4-cylindres Essence        | 4-cylindres Essence               | 4-cylindres Diesel                     | 4-cylindres Diesel                     | 4-cylindres Diesel                     | 4-cylindres Diesel                     | 4-cylindres Diesel                     | 4-cylindres Diesel                     | 4-cylindres Diesel                     | 4-cylindres Diesel                     | 4-cylindres Diesel                     |
| Cylindrée (cm³)                                   | 1 591                      | 1 591                             | 1 685                                  | 1 685                                  | 1 995                                  | 1 995                                  | 1 995                                  | 1 598                                  | 1 598                                  | 1 598                                  | 1 995                                  |
| Admission                                         | Injection directe          | Injection directe                 | Injection directe Common Rail et turbo | Injection directe Common Rail et turbo | Injection directe Common Rail et turbo | Injection directe Common Rail et turbo | Injection directe Common Rail et turbo | Injection directe Common Rail et turbo | Injection directe Common Rail et turbo | Injection directe Common Rail et turbo | Injection directe Common Rail et turbo |
| Puissance administrative (CV)                     | 7                          | 10                                | 6                                      | 7                                      | 7                                      | 7                                      | 11                                     | 7                                      | 6                                      | 7                                      | 10                                     |
| Puissance maximale (ch)                           | 132                        | 177                               | 115                                    | 141                                    | 136                                    | 136                                    | 184                                    | 136                                    | 115                                    | 136                                    | 185                                    |
| au régime de (tr/min)                             | 6 300                      | 5 500                             | 4 000                                  | 4 000                                  | 2 750 à 4 000                          | 2 750 à 4 000                          | 4 000                                  | 4 000                                  | 4 000                                  | 4 000                                  | 4 000                                  |
| Couple maximal (N m)                              | 161                        | 265                               | 280                                    | 340                                    | 373                                    | 373                                    | 410                                    | 320                                    | 280                                    | 320                                    | 400                                    |
| au régime de (tr/min)                             | 4 850                      | 1 500 à 4 500                     | 1 250 à 2 750                          | 1 750 à 2 500                          | 1 500 à 2 500                          | 1 500 à 2 500                          | 1 750 à 2 750                          | 2 000 à 2 250                          | 1 500 à 2 750                          | 2 000 à 2 250                          | 1 750 à 2 750                          |
| Boîte de vitesses                                 | Manuelle 6 rapports (BVM6) | Double embrayage 7 rapports (DCT) | Manuelle 6 rapports (BVM6)             | Double embrayage 7 rapports (DCT)      | Manuelle 6 rapports (BVM6)             | Manuelle 6 rapports (BVM6)             | Automatique 6 rapports (BVA6)          | Double embrayage 7 rapports (DCT)      | Double embrayage 7 rapports (DCT)      | Double embrayage 7 rapports (DCT)      | Automatique 8 rapports (DCT)           |
| Transmission                                      | Traction                   | Intégrale                         | Traction                               | Traction                               | Traction                               | Intégrale                              | Intégrale                              | Traction                               | Traction                               | Traction                               | Intégrale                              |
| Vitesse maximale (km/h)                           | 182                        | 201                               | 176                                    | 185                                    | 186                                    | 184                                    | 201                                    | 180                                    | 175                                    | 180                                    | 201                                    |
| 0-100 km/h (s)                                    | 11,5                       | 9,1                               | 13,7                                   | 11,5                                   | 10,6                                   | 10,9                                   | 9,5                                    | 11,8                                   | 11,8                                   | 11,8                                   | 9,5                                    |
| Consommation (ℓ/100 km) urbain/extra-urbain/mixte | 7,9/5,4/6,3                | 9,2/6,5/7,5                       | 5,4/4,2/4,6                            | 5,4/4,7/4,9                            | 5,6/4,4/4,8                            | 6,0/4,8/5,2                            | 8,2                                    | 4,8/4,5/4,7                            | 5,3                                    | 4,3/4,2/4,3                            | 6,0/5,1/5,5                            |
| Émissions de CO2 (g/km)                           | 147                        | 175                               | 119                                    | 129                                    | 127                                    | 139                                    | 170                                    | 123                                    | 135                                    | 114                                    | 145                                    |
| Poids (kg)                                        | 1554                       | 1695                              | 1500                                   | 1545                                   | 1604                                   | 1662                                   | 1854                                   | 1600                                   | 1612                                   | 1630                                   | 1779                                   |

### Finitions
- Initia
- Intuitive
- Creative (mars 2019)
- Executive (mars 2019)
- Lounge
- Premium (mars 2019)
- N Line (à partir de mars 2019)[6]

### Hyundai Tucson N
En février 2018, Byung Kwon Rhim, responsable des ventes mondiales de Hyundai, déclare que la branche sportive N de Hyundai prépare la sortie du Hyundai Tucson N, qui devrait recevoir le quatre cylindres turbocompressé de 2,0 litres et 270 ch.

## Quatrième génération (2021-)
La quatrième génération de Hyundai Tucson est présentée le 15 septembre 2020. Il est disponible en deux longueurs différentes selon les marchés.

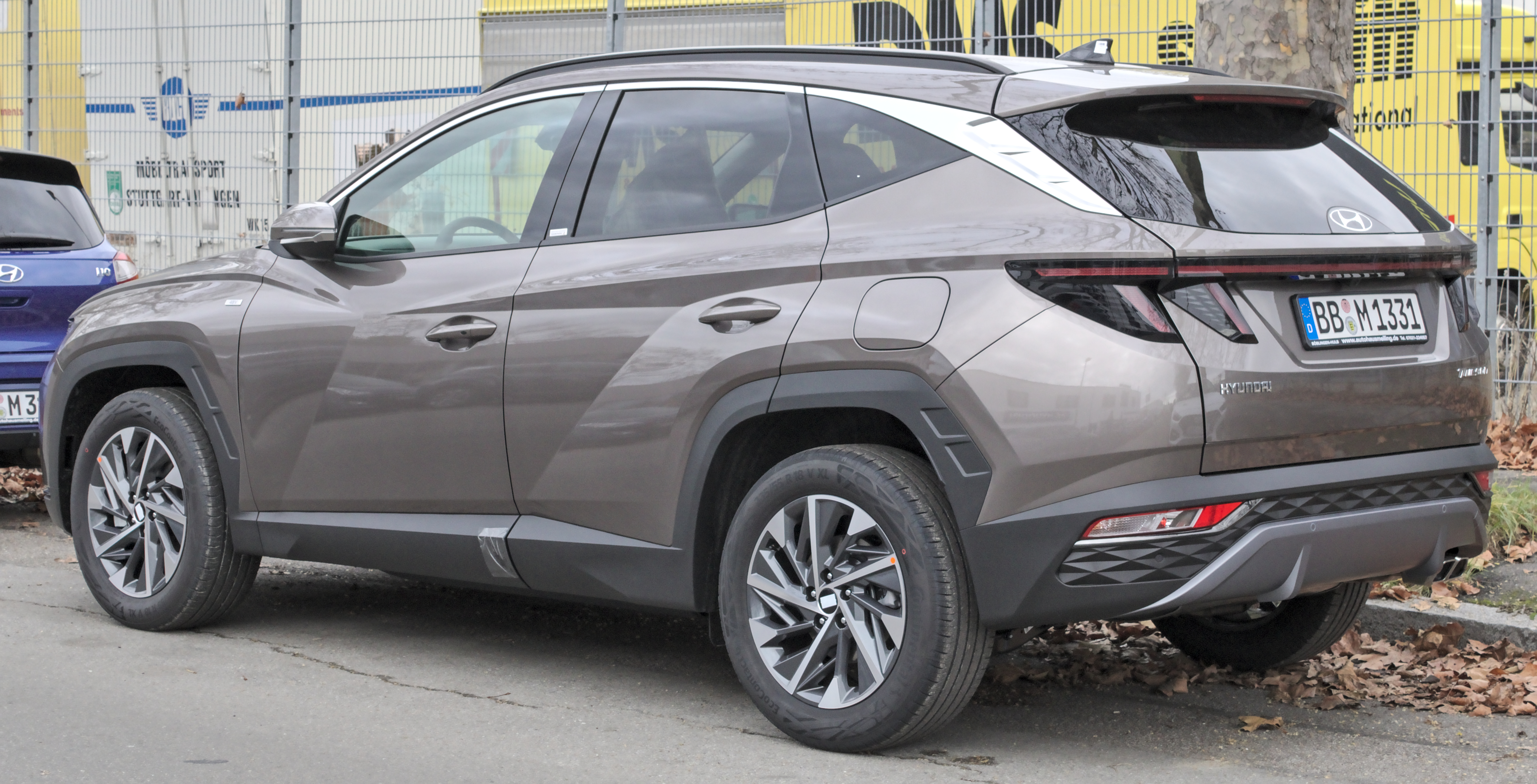
Vue de l'arrière
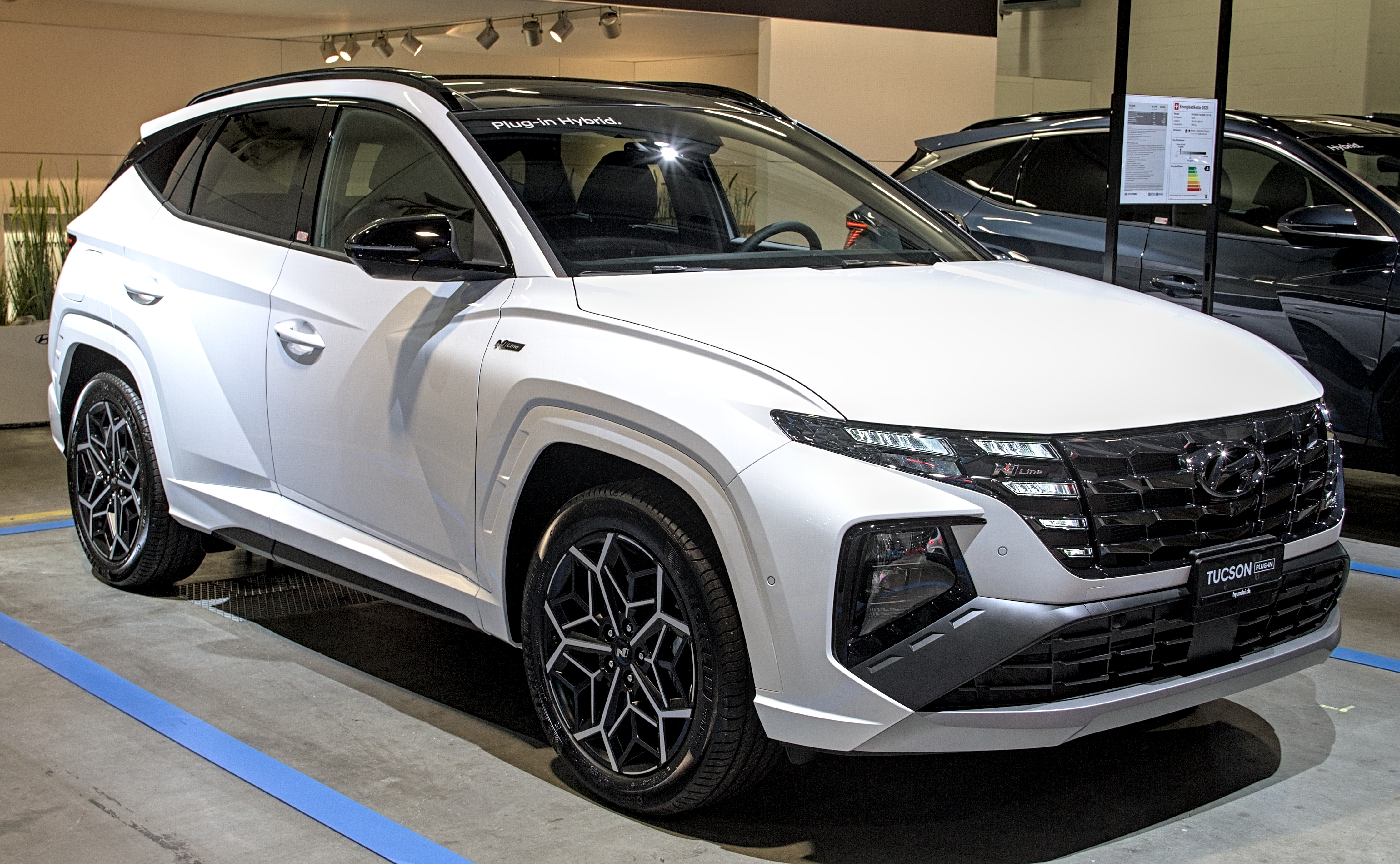
N-Line
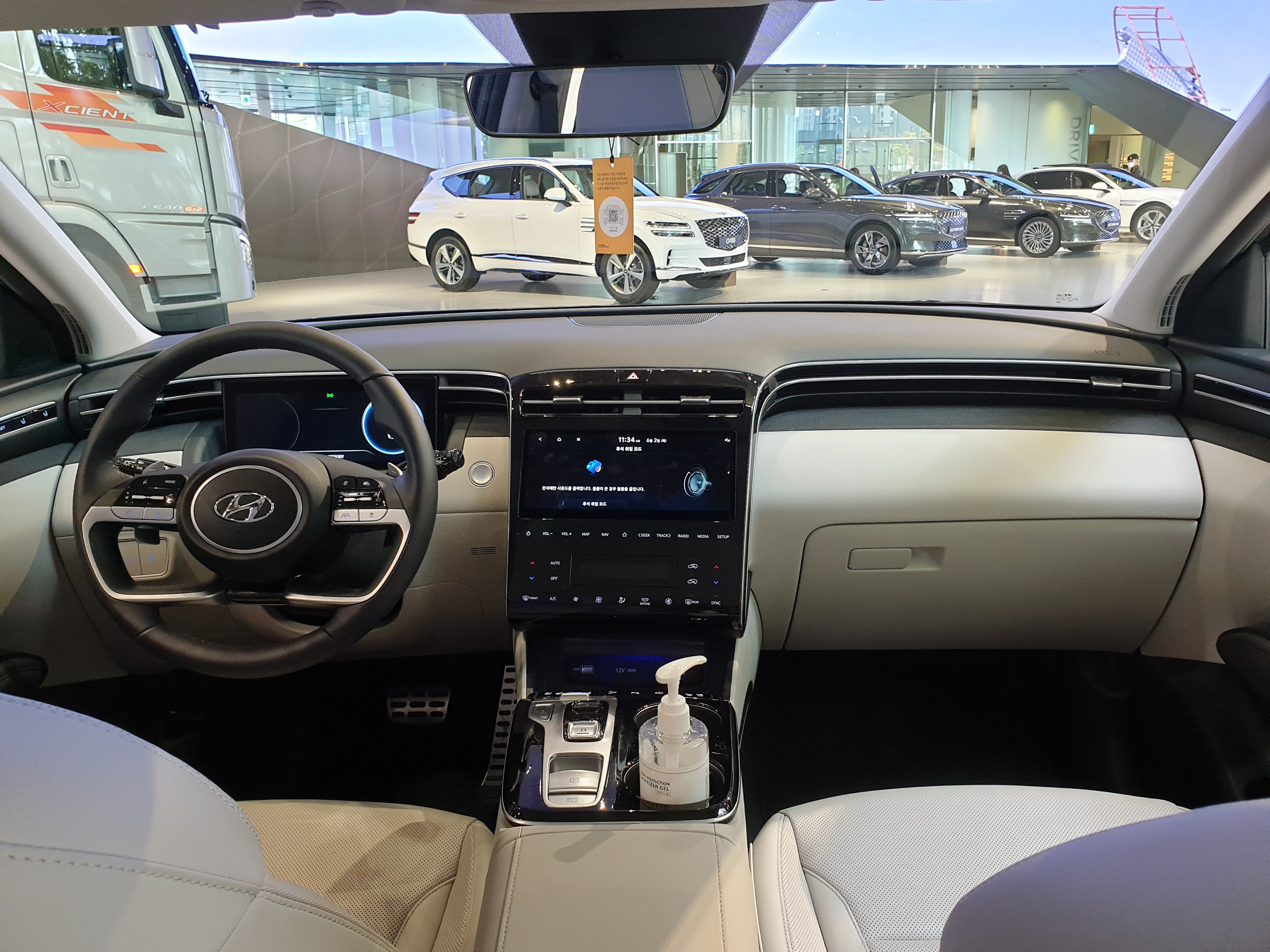
Intérieur

### Phase 2

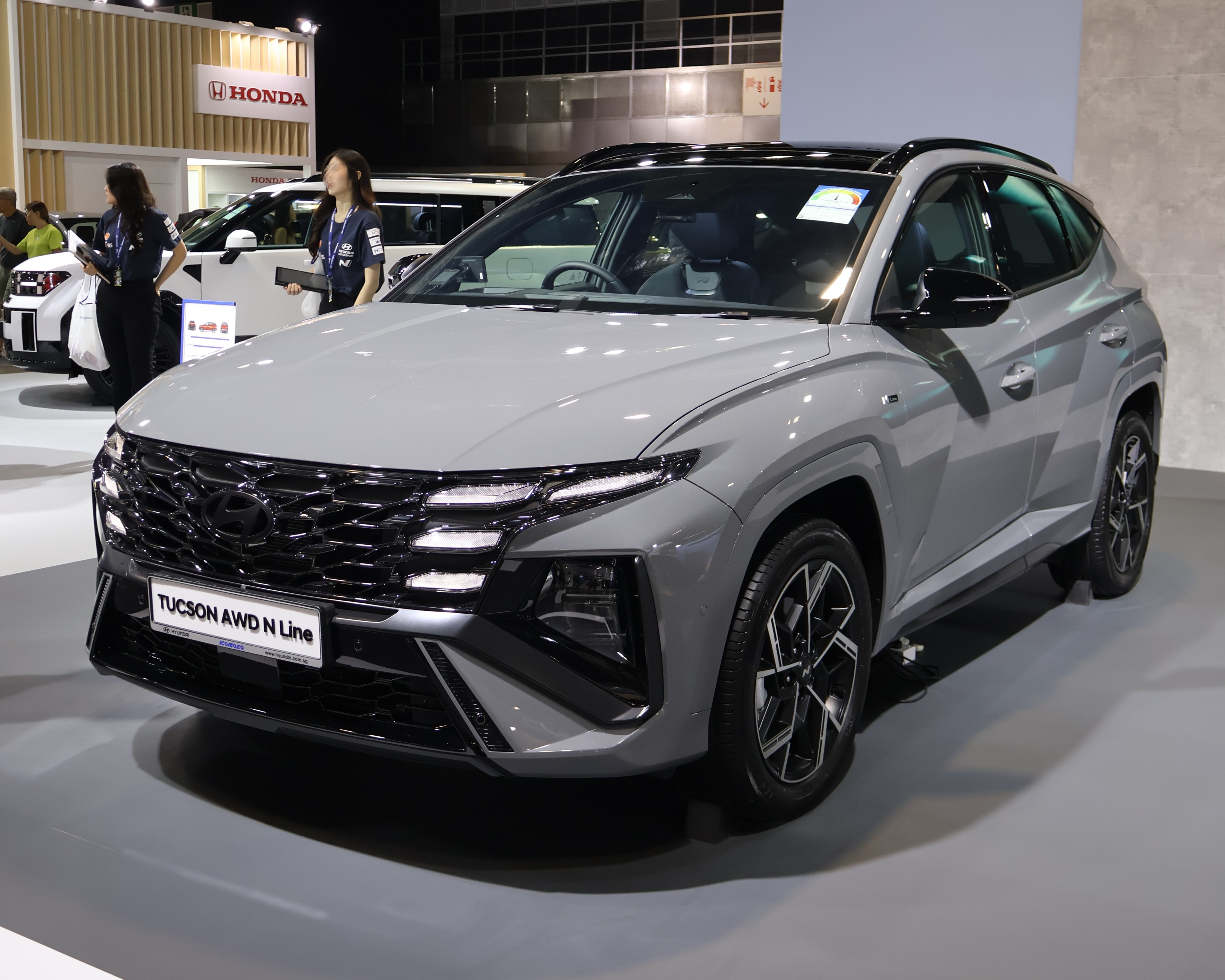
Hyundai Tucson AWD N-Line 2025

La version restylée du Tucson est présentée le 21 novembre 2023 pour une commercialisation à l'été 2024 en hybride 215 ch et hybride rechargeable 253 ch.

### Caractéristiques techniques
Le Tucson IV est doté d'une instrumentation numérique composée d'une dalle de 10,25 pouces de série tandis que la planche de bord reçoit un écran tactile de 8 pouces de série, ou 10,25 pouces en option, pour l'info-divertissement et la navigation.
Le score GreenNCAP du Hyundai Tucson IV est de 2 étoiles sur 5. Dans le détail, il obtient la note de 4,2/10 pour la qualité de l'air, 4,5/10 pour l'efficacité énergétique et 3,1/10 pour les gaz à effet de serre. Le modèle essayé était le 1.6 T-GDi Hybride FWD Automatique.

#### Motorisations
Phase 1
| Logo de Hyundai                     | Hyundai Tucson             | Hyundai Tucson              | Hyundai Tucson                                                      | Hyundai Tucson                                                      | Hyundai Tucson                         | Hyundai Tucson                         |
| Logo de Hyundai                     | 1.6 T-GDi 150 Hybrid 48V   | 1.6 T-GDi 150 Hybrid 48V    | 1.6 T-GDi Hybrid 230                                                | 1.6 T-GDi Hybrid 230                                                | 1.6 CRDi 136 Hybrid 48V                | 1.6 CRDi 136 Hybrid 48V                |
| ----------------------------------- | -------------------------- | --------------------------- | ------------------------------------------------------------------- | ------------------------------------------------------------------- | -------------------------------------- | -------------------------------------- |
| Type Moteur                         | 4-cylindres Essence        | 4-cylindres Essence         | 4-cylindres Essence                                                 | 4-cylindres Essence                                                 | 4-cylindres Diesel                     | 4-cylindres Diesel                     |
| Cylindrée (cm³)                     | 1598                       | 1598                        | 1598                                                                | 1598                                                                | 1598                                   | 1598                                   |
| Admission                           | Injection directe et turbo | Injection directe et turbo  | Injection directe et turbo                                          | Injection directe et turbo                                          | Injection directe Common Rail et turbo | Injection directe Common Rail et turbo |
| Puissance administrative (CV)       | 8                          | 8                           | 10                                                                  | 10                                                                  | 7                                      | 7                                      |
| Puissance maximale (ch)             | 150 (110,3)                | 150 (110,3)                 | thermique : 180 (132,4) électrique : 60 (44,2) combinée : 230 (169) | thermique : 180 (132,4) électrique : 60 (44,2) combinée : 230 (169) | 136 (100)                              | 136 (100)                              |
| au régime de (tr/min)               | 5500                       | 5500                        | 5500                                                                | 5500                                                                | 4000                                   | 4000                                   |
| Couple maximal (N m)                | 250,1                      | 250,1                       | thermique : 265 électrique : 264 combinée : 350                     | thermique : 265 électrique : 264 combinée : 350                     | 280                                    | 320                                    |
| au régime de (tr/min)               | 1500 à 4000                | 1500 à 4000                 | 1500 à 4500                                                         | 1500 à 4500                                                         | 1500 à 3000                            | 2000 à 2250                            |
| Boîte de vitesses                   | Manuelle à 6 rapports      | Double embrayage 7 rapports | Automatique à 6 rapports                                            | Automatique à 6 rapports                                            | Manuelle à 6 rapports                  | Double embrayage 7 rapports            |
| Transmission                        | Traction                   | Traction                    | Traction                                                            | Intégrale                                                           | Traction                               | Traction                               |
| Vitesse maximale (km/h)             | 189                        | 189                         | 193                                                                 | 193                                                                 | 180                                    | 180                                    |
| 0-100 km/h (s)                      | 10,3                       | 10,3                        | 8,0                                                                 | 8,3                                                                 | 11,4                                   | 11,4                                   |
| Consommation (ℓ/100 km)             | 6,5 à 6,8                  | 6,3 à 6,6                   | 5,5 à 5,9                                                           | 6,2 à 6,6                                                           | 4,9 à 5,3                              | 5,0 à 5,6                              |
| Émissions de CO2 (g/km)             | 147 à 154                  | 143 à 150                   | 125 à 135                                                           | 140 à 149                                                           | 127 à 139                              | 130 à 139                              |
| Masse à vide (kg)                   | 1538                       | 1566                        | 1639                                                                | 1709                                                                | 1566                                   | 1585                                   |
| Capacité du réservoir (L)           | 54                         | 54                          | 52                                                                  | 52                                                                  | 54                                     | 54                                     |
| Norme environnementale              | Euro 6d                    | Euro 6d                     | Euro 6d                                                             | Euro 6d                                                             | Euro 6d                                | Euro 6d                                |
| Batterie                            |                            |                             |                                                                     |                                                                     |                                        |                                        |
| Type de batterie                    | Lithium-ion polymère       | Lithium-ion polymère        | Lithium-ion polymère                                                | Lithium-ion polymère                                                | Lithium-ion polymère                   | Lithium-ion polymère                   |
| Capacité brute de la batterie (kWh) | 0,44                       | 0,44                        | 0,44                                                                | 0,44                                                                | 1,49                                   | 1,49                                   |
| Autonomie (km)                      |                            |                             |                                                                     |                                                                     |                                        |                                        |
| Consommation (kWh/100 km)           |                            |                             |                                                                     |                                                                     |                                        |                                        |

Phase 2
Lors de son restylage en 2024, le Tucson conserve uniquement des versions hybrides (1.6 T-GDi Hybrid 215 ch, BVA6, 4x2 ou 4x4) et hybride rechargeable (1.6 T-GDi Plug-in 253 ch, BVA6). Il n'y a plus de diesel ou d'essence sans hybridation.
| Type Moteur                         | 4-cylindres Essence                           | 4-cylindres Essence                           | 4-cylindres Essence                           |
| Cylindrée (cm³)                     | 1598                                          | 1598                                          | 1598                                          |
| Admission                           | Injection directe et turbo                    | Injection directe et turbo                    | Injection directe et turbo                    |
| Puissance maximale (ch)             | thermique : électrique : combinée : 215 (158) | thermique : électrique : combinée : 215 (158) | thermique : électrique : combinée : 253 (186) |
| au régime de (tr/min)               |                                               |                                               |                                               |
| Couple maximal (N m)                |                                               |                                               | thermique : électrique : 264 combinée : 350   |
| au régime de (tr/min)               |                                               |                                               |                                               |
| Boîte de vitesses                   | Manuelle à 6 rapports                         | Double embrayage 7 rapports                   | Automatique à 6 rapports                      |
| Transmission                        | Traction                                      | Intégrale                                     | Traction                                      |
| Vitesse maximale (km/h)             |                                               |                                               |                                               |
| 0-100 km/h (s)                      |                                               |                                               |                                               |
| Consommation (ℓ/100 km)             |                                               |                                               |                                               |
| Émissions de CO2 (g/km)             |                                               |                                               |                                               |
| Masse à vide (kg)                   |                                               |                                               |                                               |
| Capacité du réservoir (L)           |                                               |                                               |                                               |
| Norme environnementale              | Euro 6d                                       | Euro 6d                                       | Euro 6d                                       |
| Batterie                            |                                               |                                               |                                               |
| Type de batterie                    | Lithium-ion polymère                          | Lithium-ion polymère                          | Lithium-ion polymère                          |
| Capacité brute de la batterie (kWh) |                                               |                                               |                                               |
| Autonomie (km)                      |                                               |                                               |                                               |
| Consommation (kWh/100 km)           |                                               |                                               |                                               |

### Finitions
Phase 1
- Intuitive
- Creative
- Business
- Executive
- N Line Executive

Phase 2
- Initia
- Intuitive
- Creative
- N Line Creative
- Executive
- N Line Executive

#### Série spéciale
- 20ème Anniversaire (2024)[17]

### Concept car
La quatrième génération de Tucson est préfigurée par le concept car Hyundai Vision T présenté au salon de Los Angeles 2019 en novembre 2019,.